# Galeommatoidea
Galeommatida
Ordre
Super-famille
Galeommatoidea est une super-famille de mollusques bivalves aquatique, de l'ordre monotypique des Galeommatida.

## Historique
La super-famille des Galeommatoidea est décrite en 1840 par le zoologiste britannique John Edward Gray (1800-1875).
L'ordre des Galeommatida est décrit en 2019 par les malacologistes, respectivement américain, allemand, et espagnol, Sarah Lemer, Rudiger Bieler et Gonzalo Giribet,. 

## Description
Les Galeommatoidea entretiennent des relations symbiotiques avec de nombreux groupes d'invertébrés benthiques et fouisseurs. Une espèce ectocommensale, « Parabonia » squillina, s'est avérée presque mutuellement exclusive avec les espèces commensales des parois des terriers de Lysiosquilla. Les Galeommatoidea sont capables de locomotion active, rampant sur leurs pattes comme un escargot.
Galeommatoidea fait partie du super-ordre des bivalves hétérodontes Imparidentia, mais sa position précise au sein de ce clade est mal définie,. Ne faisant pas partie des ordres imparidentiens précédemment reconnus, il est classé dans un ordre distinct, les Galeommatida. La monophylie des Galeommatoidea est fortement corroborée par des analyses phylogénétiques moléculaires. Cependant, la classification interne des Galeommatoidea est controversée et le groupe a été divisé en plusieurs familles mal définies, potentiellement non monophylétiques. Plus d'une douzaine de noms de famille ont été proposés au sein des Galeommatoidea,[4] mais, en 2024, seules trois familles, Basterotiidae, Galeommatidae et Lasaeidae, sont répertoriées comme acceptées dans MolluscaBase.
Les Galeommatoidea constituent un groupe riche en espèces.[4] En 2010, on estimait que les Galeommatoidea comprenaient environ 500 espèces réparties en 100 genres.

## Liste des familles
Selon WoRMS en 2025, cet super-famille des Galeommatoidea a trois familles incluses :
- Basterotiidae Cossmann, 1909
- Galeommatidae Gray, 1840
- Lasaeidae Gray, 1842

## Galerie

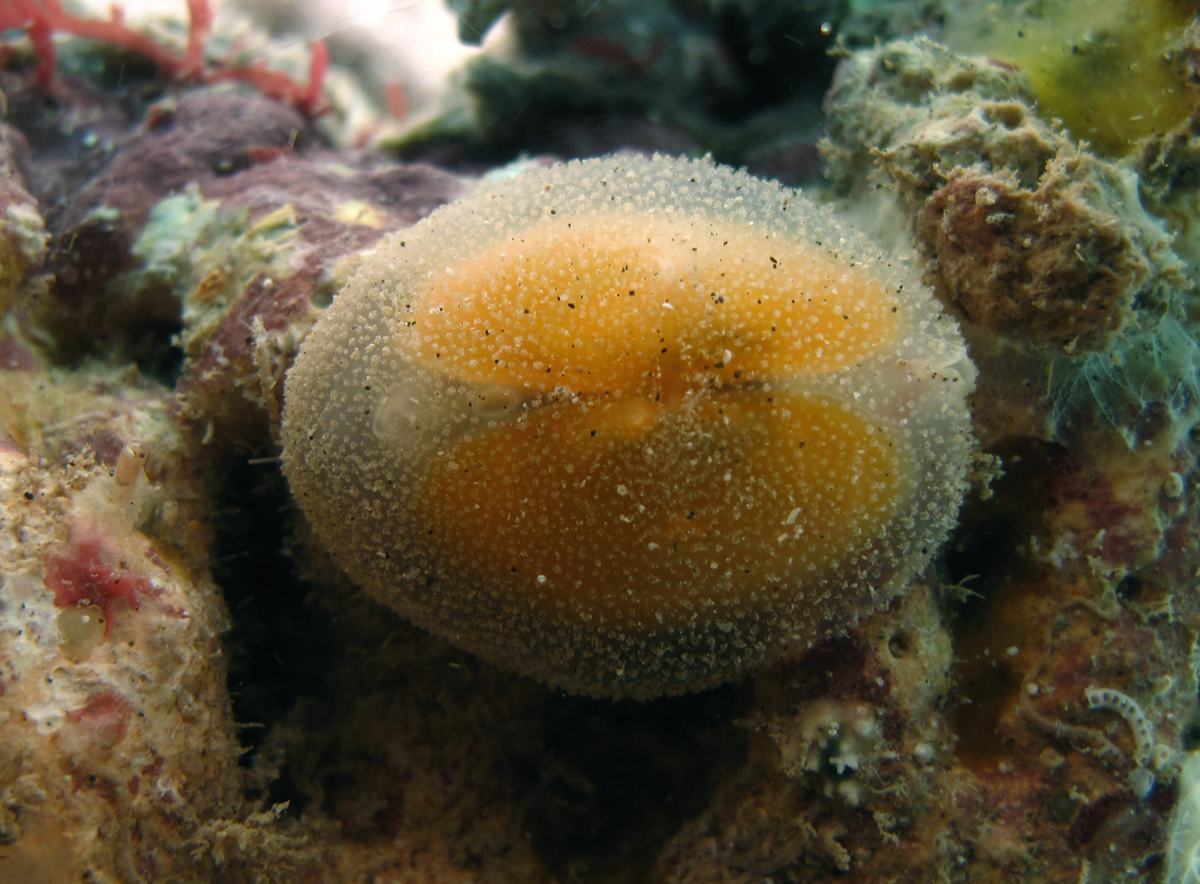
Amphilepida aurantia, un Galeommatidae
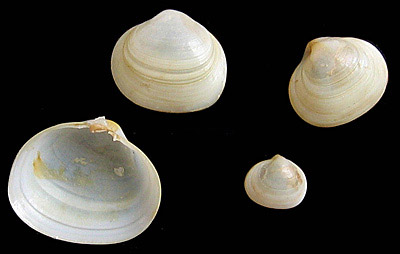
Kellia suborbicularis, un Kelliidae
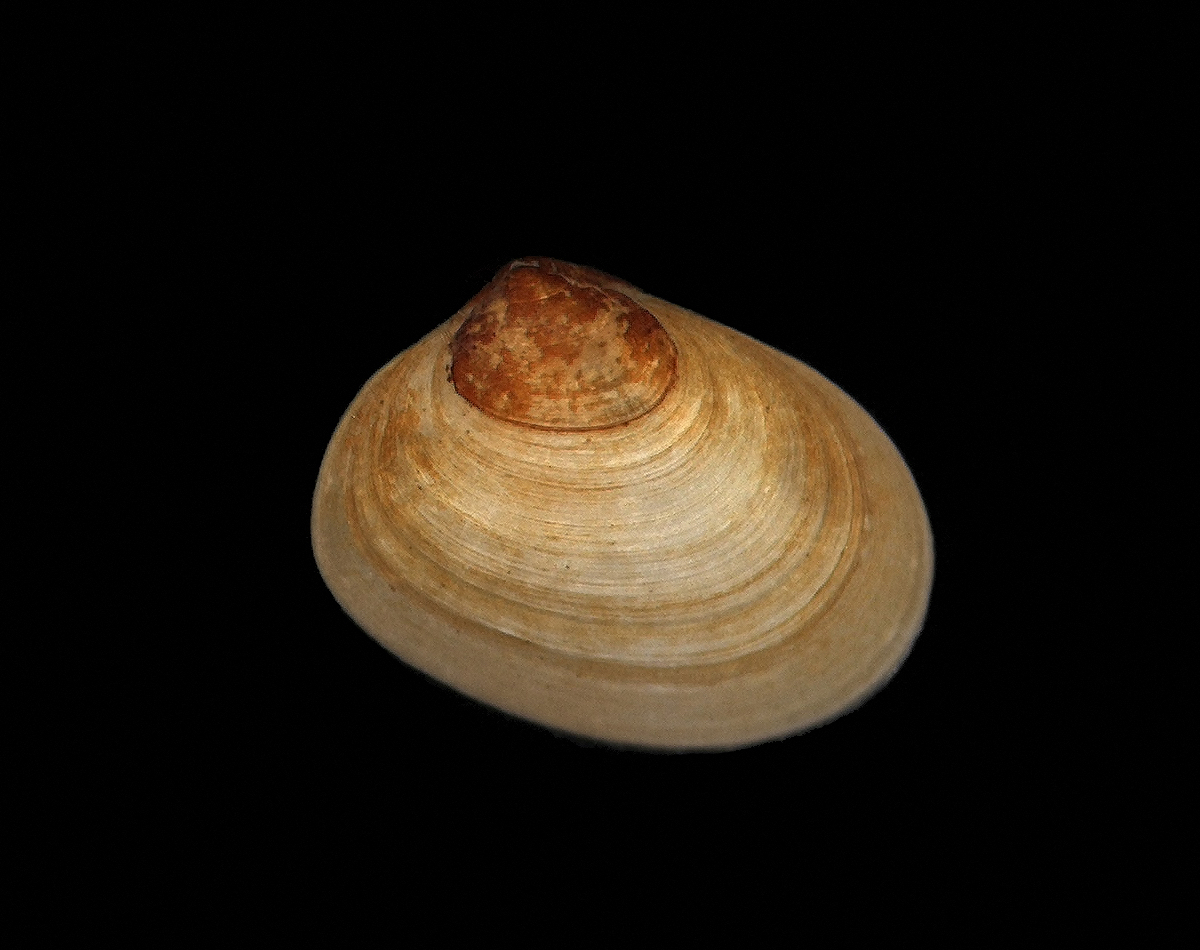
Kurtiella bidentata, un Montacutidae

### Publication originale
- [2019] (en) Lemer, S., Bieler, R. et Giribet, G., « Resolving the relationships of clams and cockles: dense transcriptome sampling drastically improves the bivalve tree of life », Proceedings of the Royal Society B: Biological Sciences, vol. 286, no 1896,‎ 13 février 2019, p. 20182684 (DOI 10.1098/rspb.2018.2684).